# Маунт Плезант (Северна Каролина)
Маунт Плезант (енгл. Mount Pleasant) град је у америчкој савезној држави Северна Каролина.

## Демографија
По попису из 2010. године број становника је 1.652, што је 393 (31,2%) становника више него 2000. године.
| Група             | 2000.         | 2010.         |
| Белци             | 1.169 (92,9%) | 1.543 (93,4%) |
| Афроамериканци    | 74 (5,9%)     | 66 (4,0%)     |
| Азијати           | 4 (0,3%)      | 11 (0,7%)     |
| Хиспаноамериканци | 3 (0,2%)      | 29 (1,8%)     |
| Укупно            | 1.259         | 1.652         |